# Schirmacheroasen

Lägeskarta över Norska Antarktis, med Prinsessan Astrids Kyst i mellersta delen.

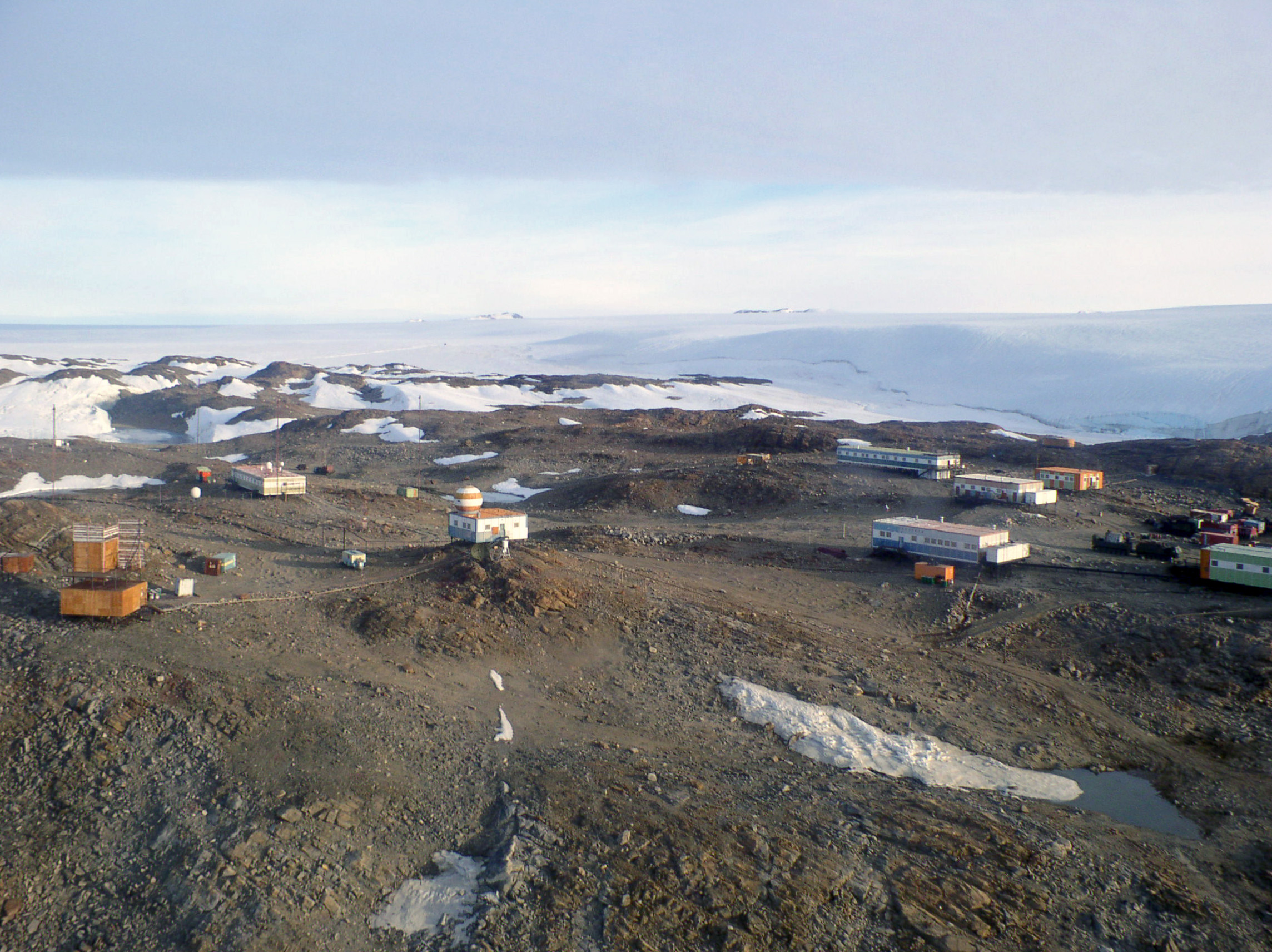
Vy över Schirmacheroasen med Novolazarevskajastationen.

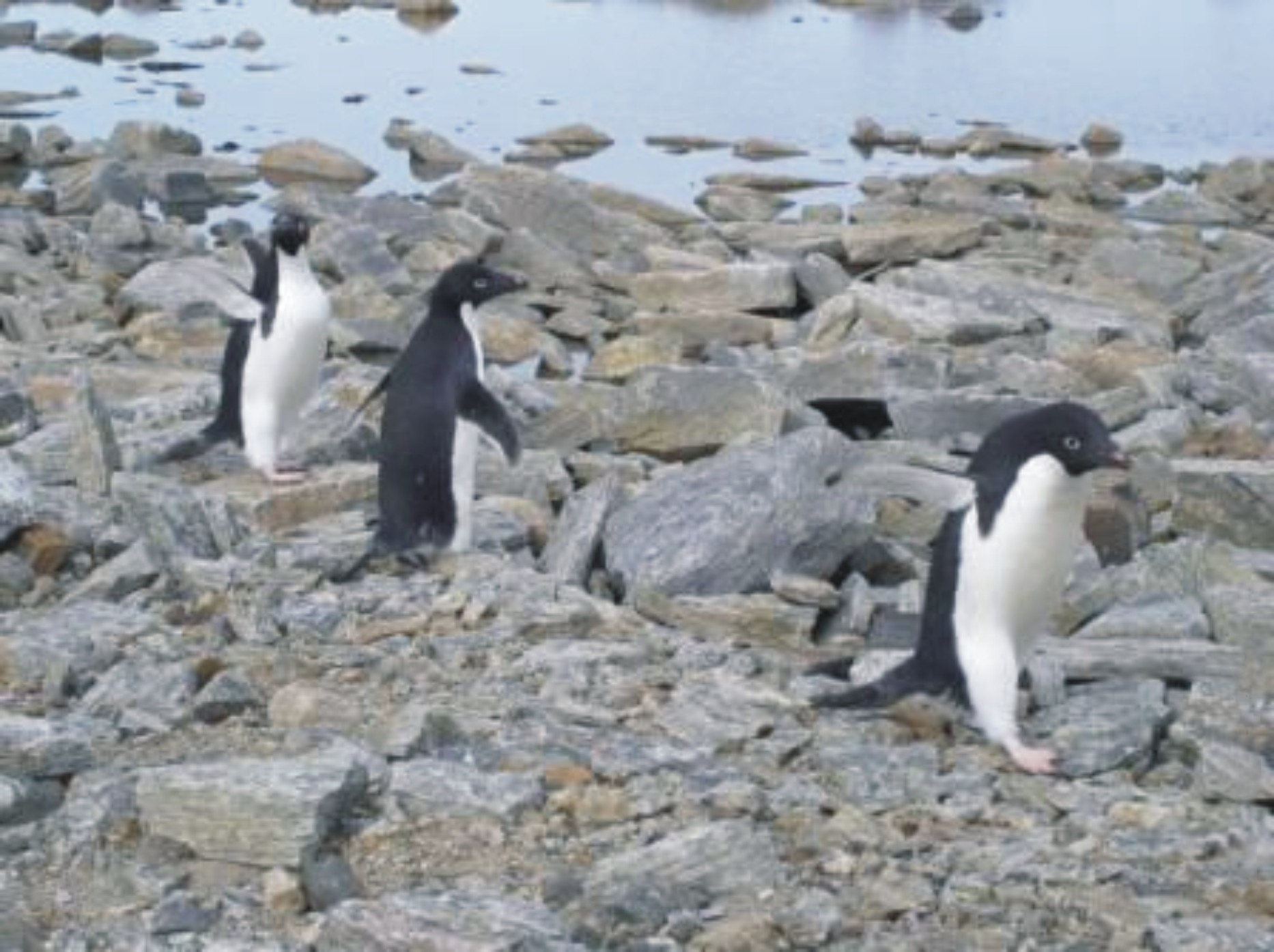
Adeliepingviner nära Novolazarevskajastationen.

Schirmacheroasen (tyska: Schirmacher-Oase och Schirmacher-Seenplatte) är en antarktisk oas (ett snöfritt landområde) inom Drottning Mauds land i östra Antarktis.

## Geografi
Schirmacheroasen ligger i Östantarktis i Prinsesse Astrid Kyst i den mellersta delen av Dronning Mauds Land cirka 80 km från Lazarev-shelfisen vid kusten.
Hela området omges av bergskedjan Schirmacherfjella.
Schirmacheroasen har en area på cirka 34 km² och sträcker sig från väst-nordväst till öst-sydöst med en längd om 17 km och 3 km brett. Hela området är snö- och isfritt medan den omgivande Inlandsisen söderut når höjder på flera hundra meter redan inom 50 km avstånd från oasen.
Det finns cirka 180 färskvattensjöar i varierande storlek, där den största är Piryadarshani Lake med en area på cirka 0.5 km². Den djupaste är Glubokoje Lake med ett djup på cirka 34 meter.
Den högsta höjden är Mount Rebristaja med cirka 228 m ö.h.
Inom området finns två forskningsstationer, den indiska Maitri Station (70° 45' S / 12° 30' Ö) i den mellersta delen och cirka 5 km längre bort i den östra delen den ryska forskningsstationen Novolazarevskaja (70° 46' S / 11° 49' Ö).

## Historia
Schirmacheroasen upptäcktes och utforskades från luften den 3 februari 1939 av den Tyska Antarktisexpeditionen under en flygning av Richard Heinrich Schirmacher på flygbåten "Boreas" och namngavs då efter piloten själv.
Novolzsarevskajastationen invigdes den 18 januari 1961 under den sjätte sovjetiska Antarktisexpeditionen och ersatte då den tidigare Lazarev-stationen invigd i mars 1959.
Maitri Station invigdes 1988 och ersatte då den tidigare Dakshin Gangotri öppnad 1983 och i drift till 1989.
Mellan 1976 och 1993 fanns även den östtyska "Georg Forster Station" i drift i området (Döpt efter Georg Forster).